# 库萨诺米拉尼诺
库萨诺米拉尼诺（義大利語：Cusano Milanino），是意大利米兰省的一个市镇。总面积3.1平方公里，人口19447人，人口密度6273.2人/平方公里（2009年）。国家统计（ISTAT）代码为015098。